# Junior Guerra
Junior Guerra (né le 16 janvier 1985 à San Félix , Bolívar, Venezuela) est un lanceur droitier qui a joué dans la Ligue majeure de baseball de 2015 à 2021.

## Carrière
Junior Guerra a un parcours atypique vers les Ligues majeures, qu'il atteint à l'âge de 30 ans. Après avoir joué professionnellement dans les ligues mineures aux États-Unis avec des clubs affiliés aux Braves d'Atlanta en 2006 et aux Mets de New York en 2008, il joue au fil des ans dans le baseball indépendant aux États-Unis (2011 et 2013), dans la ligue de baseball d'hiver de Hawaii (2008), dans la Ligue d'hiver du Venezuela, dans la Ligue mexicaine de baseball (avec Yucatán en 2012), en Espagne et en Italie (2014).
Il signe un contrat avec les White Sox de Chicago de la MLB en octobre 2014 et fait avec eux ses débuts dans le baseball majeur le 12 juin 2015 lorsqu'il lance deux manches en relève face aux Rays de Tampa Bay. Il lance 4 manches en 3 présences au monticule pour Chicago en 2015.
Le 7 octobre 2015, il est réclamé au ballottage par les Brewers de Milwaukee.